# Mýtnice (Nemanice)
Mýtnice (německy Mauthaus) je český název zaniklé vesnice, která stávala na svahu nad Nemanickým potokem při křižovatce silnic z Novosedel na Vranov a též již zaniklou Lučinu. Lokalita se nachází nedaleko Nemanic v okrese Domažlice v Plzeňském kraji. Okolo místa, kde ves stávala, vede cyklotrasa 36.
Mýtnice je také název katastrálního území o rozloze 4,95 km².

## Historie

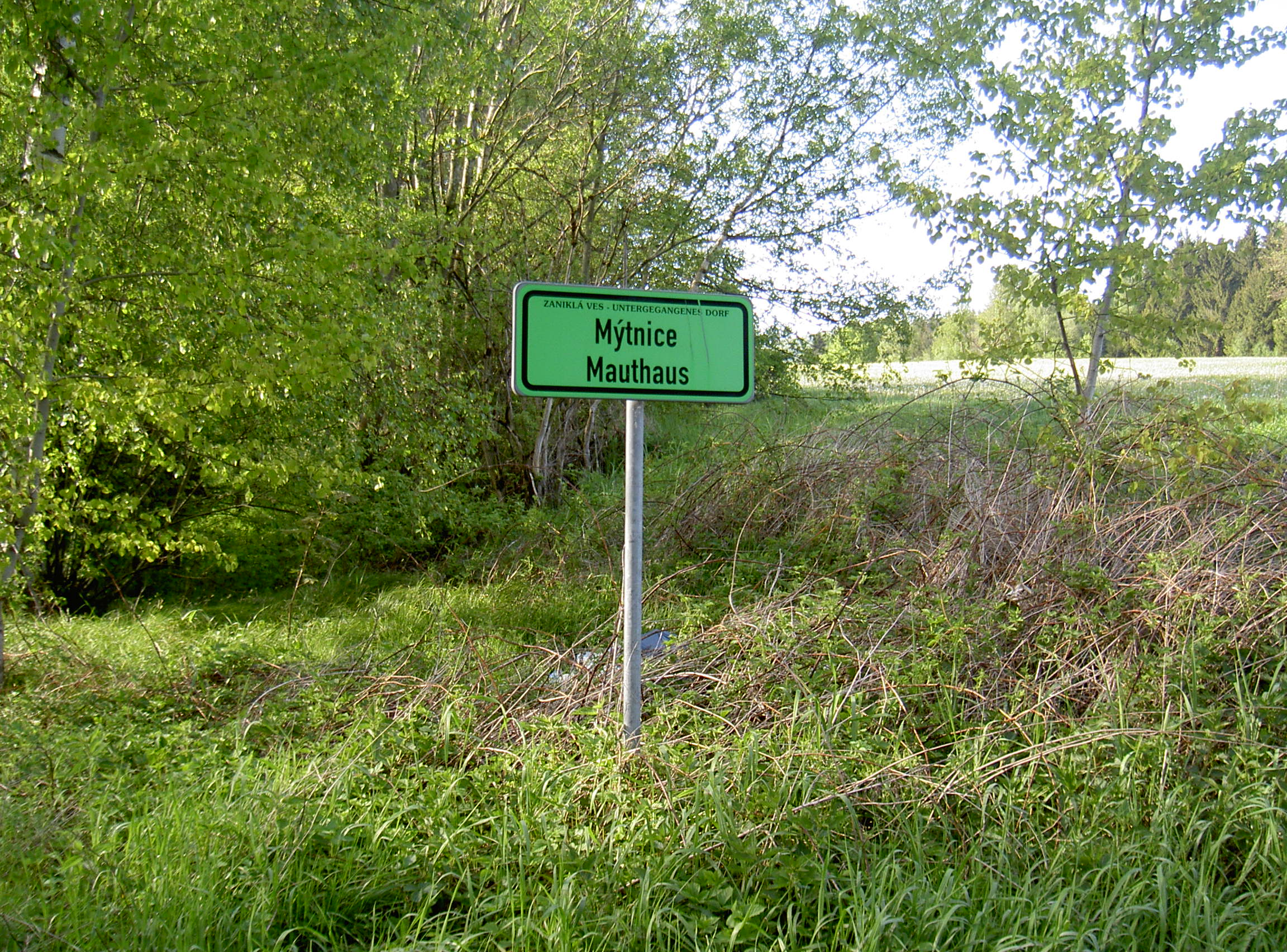
Tabule označující zaniklou vesnice

Mýtnice vznikla někdy v 17. století a název je odvozen od místa, kde se vybíralo mýto. Až do roku 1764 totiž stála na hranici. Nedaleká Lučina (Grafenried) pak nebyla ani na českém území. Před začátkem druhé světové války ve vsi stálo 34 domů, po odsunu Němců a vytvoření hraničního pásma v padesátých letech dvacátého století byla většina stavení srovnána se zemí. Zbytek vsi byl zbořen při rozšiřování hraničního pásma v sedmdesátých letech dvacátého století. Po sametové revoluci došlo k obnovení pamětního křížku v místech zaniklé vsi. Ve spodní části se v křovinách dochovaly základy staveb.
V letech 1850–1952 k obci patřily Novosedelské Hutě a Novosedly.

## Obyvatelstvo
Při sčítání lidu v roce 1921 zde žilo 251 obyvatel, všichni německé národnosti. Všichni obyvatelé se hlásili k římskokatolické církvi.
| Rok            | 1869 | 1880 | 1890 | 1900 | 1910 | 1921 | 1930 | 1950 | 1961 | 1970 | 1980 | 1991 | 2001 | 2011 |
| -------------- | ---- | ---- | ---- | ---- | ---- | ---- | ---- | ---- | ---- | ---- | ---- | ---- | ---- | ---- |
| Počet obyvatel | 212  | 227  | 233  | 245  | 233  | 251  | 188  | 3    | –    | –    | –    | –    | –    | –    |
| Počet domů     | 25   | 26   | 26   | 30   | 33   | 34   | 34   | 23   | –    | –    | –    | –    | –    | –    |